# エンブレム・ブック

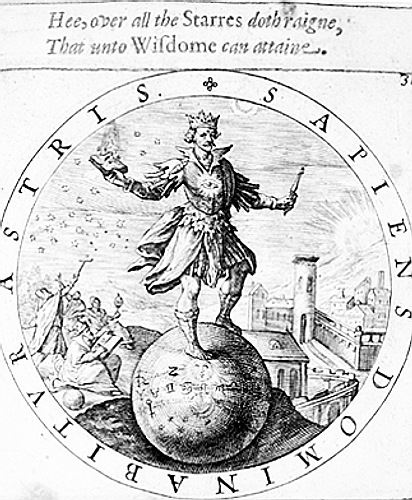
ジョージ・ウィザー『Book of Emblems』（1635年、ロンドン）から - 知恵のエンブレム

エンブレム・ブック（エンブレム本、寓意（詩）画集、emblem book）とは、16世紀・17世紀にヨーロッパで発達した特殊なスタイルの図解入りの本のこと。通常、約100の絵とテキストの組み合わせからできている。

## 概略
当該のエンブレムが、視覚的なイメージなのか、添えられたテキストなのか、それともそれら2つの組み合わせなのかについては、研究者たちの意見は分かれている。最初のエンブレム・ブックと言われるアンドレーア・アルチャートの『エンブレマタ』は、はじめ未許可版が世に出た（1531年、アウクスブルク）。その中の木版画はアルチャートが提供したものではなく印刷業者が選んだもので、アルチャートは絵入りでない写本の形式でテキスト（エピグラム）を配布していた。初期のエンブレム・ブック、とくにフランスの出版業者Denis de Harsyが出したものは、絵入りではなかった。しかし、時がたつにつれて、読者は絵とテキストの組み合わせを含むエンブレム・ブックを期待するようになった。1行またはそれ以上のテキストが添えられた木版画またはエングレービングから成るそれぞれの組み合わせは、読者を一般的な教訓を熟考しようという気にさせる（絵とテキストを両方一緒に読むことから）意図があった。絵はたくさんの解釈を生む。テキストを読むことによってのみ、読者は作者が意図した意味を確信することができた。
世俗的・宗教的両方のエンブレム・ブックはヨーロッパ大陸、とくにオランダ、ベルギー、ドイツ、フランスで大変な人気を博した。『エンブレマタ』の他には1593年出版のチェーザレ・リーパ（Cesare Ripa）の『イコノロギア（Iconologia）』が有名だが、これは厳密にはエンブレム・ブックではなく、博識な寓意集だった。
アタナシウス・キルヒャーのような、ヨーロッパの初期のヒエログリフ研究は、ヒエログリフをエンブレムと主張し、その寓意を想像力豊かに解釈した。

## 代表的なエンブレム・ブック

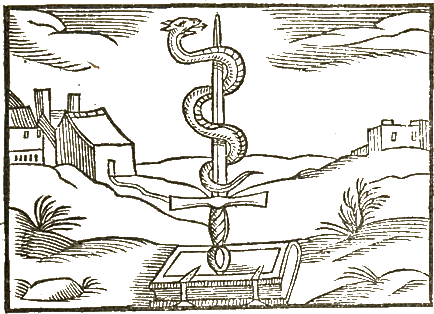
ヘンリー・ピーチャム『Minerva Britannia』から『イニティウム・サピエンティア』

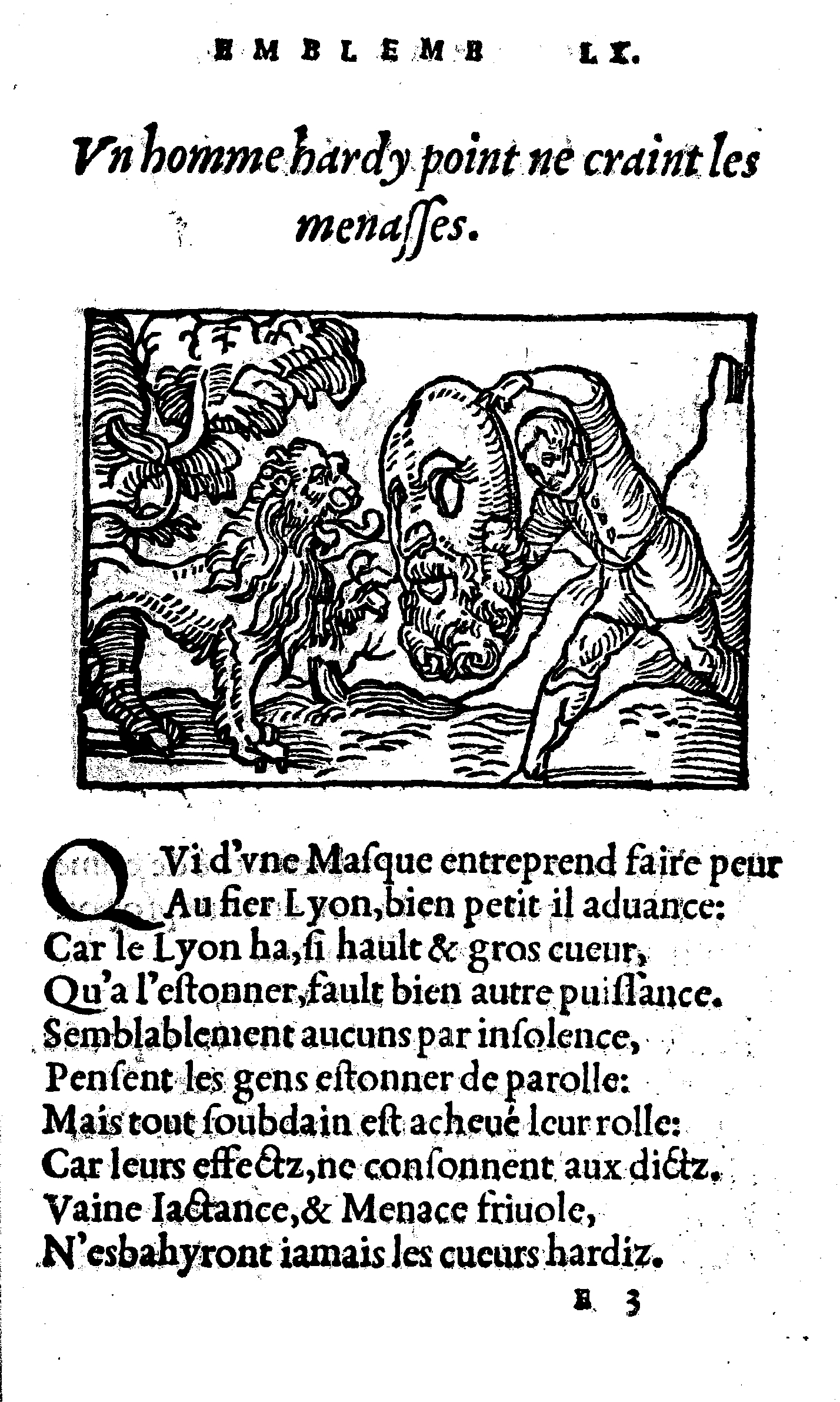
ギヨーム・ド・ラ・ペリエール『良き創意の劇場』（1545年）の木版画

### イギリス
- ジョージ・ウィザー『A Collection of Embleme』（16世紀）[1]
- ヘンリー・ピーチャム（Henry Peacham）『Minerva Britanna』（1612年）

### スペイン
- Juan de Borja『Empresas Morales』（1581年、プラハ）
- Francisco de Guzmán『Triumphos morales』（1565年、アルカラ・デ・エナーレス）
- Juan de Horozco y Covarrubias『Emblemas morales』（1591年、セゴビア、editio optima）
- エルナンド・デ・ソト『Emblemas moralizadas』（1599年、マドリード）
- Juan Baños de Velasco『L. Anneo Séneca ilustrado en blasones políticos y morales』（1670年、マドリード）
- Sebastián Covarrubias y Horozco『Emblemas morales』（1610年、マドリード）
- Juan Francisco Fernández de Heredia『Trabajos y afanes de Hércules, floresta de sentencias y exemplos』（1682年、マドリード）
- Herman Hugo『Affectos divinos con emblemas sagradas』（1658年、バリャドリッド）
- Antonio de Lorea『David pecador y David penitente: empresas morales político-cristianas』（1674年、マドリード）
- Andrés Mendo『Príncipe perfecto y ministros ajustados, documentos políticos y morales』（1662年、リヨン）
- Lorenzo Ortiz『Memoria, entendimiento y voluntad. Empresas que enseñan y persuaden su buen uso en lo moral y en lo político』（1677年、セビリア）&『Ver, oír, oler, gustar, tocar. Empresas que enseñan y persuaden su buen uso en lo político y en lo moral』（1687年、リヨン）
- Antonio Pérez『Retrato al vivo del natural de la fortuna』（1625年、Rhodanusia（パリ?））
- Cristóbal Pérez de Herrera『Proverbios morales y consejos cristianos』（1618年、マドリード）
- Alonso Remón『Discursos elógicos y apologéticos. Empresas y divisas sobre san Pedro de Nolasco』（1627年、マドリード）
- Juan Solórzano Pereira『Emblemata regio-política in centuriam una redacta』（1650年、マドリード）
- Juan Francisco de Villava『Empresas espirituales y morales』（1613年、バエサ）

### フランス
- Guillaume Guéroult『Emblesmes』（1550年）
- ギヨーム・ド・ラ・ペリエール『良き創意の劇場』（1540年）[2]
- ジル・コロゼ（Gilles Corrozet）『Hécatomgraphie』（1543年）
- バルテルミー・アノー（Barthélemy Aneau）『Picta poesis』（1552年）
- テオドール・ド・ベーズ『Icônes』（1580年）
- ジャン＝ジャック・ボワッサール（Jean-Jacques Boissard）『Emblemata latina』（1593年、フランクフルト・アム・マイン）&『Theatrum vitae humanae』（1596年、メス）
- Georgette de Montenay『Emblèmes ou devises chrestiennes』
- Daniel de la Feuille『Devises et emblemes』（1691年）[3]

### ハンガリー
- ヨハネス・サンクプス（hu:Zsámboki János｜Zsámboki János）『Emblemata』（1564年）

### イタリア
- アンドレーア・アルチャート『エンブレマタ』（1531年）
- Achille Bocchi『Le Symbolicae quaestiones』（初版1555年、ボローニャ、絵：ジュリオ・ボナソーネ（Giulio Bonasone）。第2版1574年、絵：アゴスティーノ・カラッチ）
- チェザーレ・リーパ（Cesare Ripa）『イコノロギア』（1593年）

### オランダ
- ダニエル・ヘインシウス（Daniel Heinsius）『Quaeris quid sit amor』（1601年）&『Emblemata Amatoria』（1608年）
- オットー・ファン・フェーン（Otto van Veen）『Amorum emblemata』（1608年）&『Amoris divini emblemata』（1615年）
- P・C・ホーフト『Emblemata Amatoria』（1611年）
- アンソロジー『Thronus Cupidinis』（1618年） - 作者はBredero、Roemer Visscher、アンナ・フィッセル（Anna Visscher）、オットー・ファン・フェーン、フォンデル、P・C・ホーフト。
- Jacob Cats『Sinne- en minnebeelden』（1618年）
- ヤン・ルイケン（Jan Luyken）『Jesus en de ziel』（1678年）